# Zhang Kangkang
Pour les articles homonymes, voir Zhang.
Dans ce nom chinois, le nom de famille, Zhang, précède le nom personnel.
Zhang Kangkang est une femme écrivain chinoise, considérée comme l'une des plus éminentes de sa génération.
Elle est mariée à l'auteur Lü Jiamin, ancien activiste du mouvement de la place Tiananmen de 1989, qui a atteint une renommée mondiale avec son roman Le Totem du loup, paru en 2004 avec 4 millions d'exemplaires vendus, et probablement 16 millions en éditions pirates.

## Biographie
Née à Hangzhou (province du Zhejiang, dans le Sud de la Chine) en 1950, dans une famille d'intellectuels communistes, Zhang Kangkang (dont le prénom signifie "Résistance-résistance") appartient à cette génération des "jeunes instruits", que Mao arrache à leurs collèges et lycées pour les envoyer dans des campagnes éloignées se faire "rééduquer par les paysans pauvres et moyens-pauvres". Ils étaient destinés à y passer leur vie, en tant que "paysans d'un type nouveau dotés d'une conscience socialiste".
À dix-neuf ans, Zhang Kangkang est envoyée dans le "Grand désert du Nord", au fin fond de la Mandchourie, où elle affronte une vie d'une extrême rudesse, marquée par les privations et les brimades des cadres corrompus du parti.
Elle se réfugie alors dans la littérature. À onze ans, elle avait publié son tout premier texte dans la revue L'art et la littérature pour adolescents. Ses premières nouvelles paraissent quand elle a à peine vingt-deux ans. 
Mais ce n'est qu'à la mort de Mao qu'elle parvient à "libérer" son écriture, lorsqu'elle peut enfin, après huit années, quitter la campagne. Elle reprend alors ses études et publie, en 1979, sa première nouvelle significative, Le Droit à l'amour, réflexion sur la liberté et la résistance aux forces qui oppriment l'individu. Elle fera partie à cette époque des écrivains du mouvement de la littérature des cicatrices, mouvement littéraire qui dénoncera les errances de la Révolution culturelle.
Elle s'installe alors à Pékin, et ses nouvelles suivantes, primées, rencontrent un formidable succès. 
Son premier roman, Le Compagnon invisible, inspiré de l'expérience des jeunes instruits, paraît en 1986. Il devient vite un best-seller, comme la plupart des romans qui vont suivre. Son livre Les pavots blancs évoque la vie d’une jeune Chinoise déplacée à la campagne pendant la Révolution culturelle. L’auteure, « marquée par un certain pessimisme critique, développe des idées fondées sur la confiance dans les valeurs morales ». En 1996, son roman 'Qing'ai hualang (La Galerie de l'amour) est réimprimé sept fois en l'espace de deux ans, pour un tirage total de 240 000 exemplaires. Zuo Nü (Une femme capricieuse, 2002), soulève le même enthousiasme.
Deux ans plus tard, le nom de Zhang Kangkang apparaît dans le Who's Who des intellectuels, encyclopédie des personnalités éditée par l'International Biographical Center de Cambridge.
Ses romans peignent, dans une langue incroyablement vivace, une fresque réaliste de la Chine post-Mao. De l'expérience des "jeunes instruits" à la condition féminine, du rapport à l'Histoire au glissement de cette "génération perdue" vers le matérialisme, Zhang Kangkang interroge à la fois, toujours sans concessions, le passé et le présent de son peuple.
Seules trois de ses nouvelles, Les Pavots blancs (1980), Tempêtes de sable (1993) et l'Impitoyable (1995), sont traduites en Français.

## Honneurs
En 2006, elle est élue vice-présidente de l'Association des Écrivains de Chine, puis en 2009, elle intègre l'état-major du gouvernement, en tant que membre du Bureau des Conseillers relevant du Conseil des Affaires d'État de Chine.